# Ucrania en los Juegos Olímpicos de Salt Lake City 2002
Ucrania estuvo representada en los Juegos Olímpicos de Salt Lake City 2002 por un total de 68 deportistas que compitieron en 11 deportes.  
La portadora de la bandera en la ceremonia de apertura fue la biatleta Olena Petrova. El equipo olímpico ucraniano no obtuvo ninguna medalla en estos Juegos